# Bruce Gradkowski
Bruce Raymond Gradkowski (* 27. Januar 1983 in Pittsburgh, Pennsylvania) ist ein ehemaliger US-amerikanischer American-Football-Spieler und -Trainer. Er spielte elf Saisons auf der Position des Quarterbacks, unter anderem für die Tampa Bay Buccaneers, Oakland Raiders, Cincinnati Bengals und Pittsburgh Steelers in der National Football League (NFL).

## College
Gradkowski spielte zwischen 2001 und 2005 College Football an der University of Toledo für die Toledo Rockets. Dort stellte er in seiner Karriere 27 Teamrekorde auf, unter anderem für die meisten gepassten Yards (9.225) und Touchdownpässe (85). Er spielte für die Rockets in 37 Spielen, wovon er 26 gewann, führte sie zu einer Conference-Meisterschaft und zwei Division-Titel. Im MAC Football Championship 2004 spielte er die komplette zweite Hälfte mit einer gebrochenen Wurfhand, konnte aber dennoch drei Touchdowns werfen und so die Meisterschaft sichern.
Am 1. November 2003 stellte er mit 317,4 den Rekord für das höchste Passing Efficiency Rating bei mindestens 25 Passversuchen auf. 2003 und 2004 konnte er mehr als 70 % seiner Pässe vervollständigen, womit er der erste Quarterback in der Geschichte der Division I-A wurde, dem dies in aufeinanderfolgenden Saison gelang. Seine Karriere-Komplettierungsquote von 68,2 % stellte ebenfalls einen Division-I-A-Rekord dar.
Zum 100-jährigen Jubiläum der Rockets wurde ein Jubiläumsteam gewählt. Gradkowski landete dabei als zweiter Quarterback auf Platz zwei.

## NFL

### Tampa Bay Buccaneers
Gradkowski wurde von den Tampa Bay Buccaneers im NFL Draft 2006 als 194. Spieler in der sechsten Runde ausgewählt. Am 24. Juli 2006 unterschrieb er seinen Vertrag. Während der Offseason konnte er Head Coach Jon Gruden überzeugen. Nachdem sich Quarterback Chris Simms am dritten Spieltag verletzt hatte, übernahm Gradkowski die Rolle des Starting-Quarterback und führte die Buccaneers zu einer 4:12-Bilanz. Am 15. Oktober 2006 konnte Gradkowski die bis dahin sieglosen Buccaneers gegen die Cincinnati Bengals zu ihrem ersten Sieg bringen und damit auch den ersten eigenen Karrieresieg erzielen. Gradkowski stellte einen Rekord für das Werfen der meisten Pässe in der NFL-Geschichte (200) vor dem Werfen der zweiten Interception der Karriere auf. Insgesamt warf Gradkowski in seiner Rookiesaison für 1.661 Yards, neuen Touchdowns und neun Interceptions. 2007 war er der dritte Quarterback der Buccaneers. Er kam in vier Spielen zum Einsatz, in denen er 13 von 24 Pässen komplettierte und dabei für 130 Yards, keinen Touchdown und eine Interception warf. Am 30. Mai 2008 wurde er entlassen.

### St. Louis Rams
Nach seiner Entlassung verpflichteten ihn die St. Louis Rams für ihr Training Camp, entließen den Quarterback aber bereits am 31. August wieder.

### Cleveland Browns
Am 2. Dezember 2008 wurde Gradkowski von den Cleveland Browns als Backup hinter Ken Dorsey verpflichtet. Er erhielt einen Zweijahresvertrag. Nachdem sich mit Dorsey in der Saison 2008 zum dritten Mal ein Starting-Quarterback der Browns verletzt hatte, wurde Gradkowski für das letzte Saisonspiel gegen die Pittsburgh Steelers zum Starting-Quarterback ernannt. In der 0:31-Niederlage warf Gradkowski drei Interceptions und vervollständigte nur 33 % seiner Pässe, womit er ein Quarterback Rating von 2,8 für das Spiel und damit die gesamte Saison erhielt. Am 9. Februar 2009 wurde er entlassen.

### Oakland Raiders
Am 10. Februar 2009 verpflichteten die Oakland Raiders Gradkowski. Hier war er der Backup hinter JaMarcus Russell. Nachdem dieser wegen schlechter Leistungen auf die Bank gesetzt worden war, wurde Gradkowski Starter. Er konnte zwei seiner drei beendeten Starts siegreich beenden, ehe er sich in einer 13:34-Niederlage gegen die Washington Redskins eine Verletzung beider Knie zuzog, die ihn die letzten drei Spiele verpassen ließen. Besonders herausragend war sein 27:24-Sieg gegen die Pittsburgh Steelers. Hier führte er die Raiders mit drei Touchdownspässen im vierten Viertel zu einem Comebacksieg. Das machte ihm zum ersten Raiders-Quarterback seit Ken Stabler 1979, der im letzten Viertel drei Touchdownpässe warf. Er wurde für seine Leistungen zum AFC Offensive Player of the Week gewählt.
In der Offseason 2010 zog er sich beim Bankdrücken eine Brustmuskelverletzung zu, die eine Operation nötig machte. Er verpasste daraufhin einen Großteil der Preseason und kehrte erst zum dritten Preseason-Spiel zurück. Nachdem die Raiders im April 2010 Russell entließen, verpflichteten sie Jason Campbell als ihren Starter. Nachdem dieser schlechte Leistungen gezeigt hatte, wurde er nach zwei Saisonspielen von Gradkowski als Starter abgelöst. Nach einer Verletzung im Spiel gegen die Miami Dolphins am zwölften Spieltag wurde er auf der Injured Reserve List platziert, was die Saison 2010 für ihn beendete.

### Cincinnati Bengals
Am 27. Juli 2011 verpflichteten die Cincinnati Bengals Gradkowski für zwei Jahre. Dort war er der Backup von Andy Dalton und spielte unter Offensive Coordinator Jay Gruden zusammen mit seinem ehemaligen Zimmergenossen aus Toledo, Andrew Hawkins. Bereits im ersten Saisonspiel 2011 kam er nach einer Verletzung von Dalton ins Spiel und führte die Bengals nach einem 13:17-Rückstand zum Sieg. Später in der Saison spielte er das vierte Viertel in der 7:35-Niederlage gegen die Steelers. 2012 spielte er ebenfalls in zwei Spielen. Im Saisonfinale ersetzte er zeitweise Dalton, um diesen für die bereits gesicherten Play-offs zu schonen. Insgesamt führte Gradkowski die Bengals in zwölf Drives an, wobei er fünf Mal ein Touchdown erzielt wurde und kein Turnover zu Stande kam.

### Pittsburgh Steelers
2013 ging er in seine Heimatstadt zu den Pittsburgh Steelers. In den ersten beiden Regular Seasons spielte er in keinem einzigen Spiel, bevor er im Playoff-Spiel gegen die Baltimore Ravens am 3. Januar 2015 erstmals für die Steelers auflief. Nachdem er sich in einem Preseasonspiel gegen die Green Bay Packers verletzt hatte, verbrachte Gradkowski die Saison 2015 auf der Injured Reserve List. Am 2. Mai 2016 gaben ihm die Steelers einen Ein-Jahres-Vertrag. Am 31. August 2016 wurde er von den Steelers auf der Injured Reserve List platziert, nachdem er sich im ersten Preseasonspiel eine Verletzung zuzog, und beendeten damit die Saison für ihn. Am 8. Oktober 2016 wurde er entlassen.

## Nach der NFL
Am 11. August 2017 wurde bekannt, dass Gradkowski Colour Analyst für die Spiele der Toledo Rockets wird.
Im Juni 2022 wurde bekannt gegeben, dass Gradkowski Offensive Coordinator eines XFL-Teams unter Head Coach Anthony Becht wird.

## Persönliches
Gradkowskis Bruder Gino Gradkowski ist ebenfalls in der NFL aktiv, spielt aber auf der Position des Center. Gradkowski ist verheiratet und hat eine Tochter. Er ist Mitbesitzer zweier Restaurants auf dem Campus der University of Toledo und in Perrysburg. Diese waren zeitweise nach ihm benannt, firmieren mittlerweile aber unter dem Namen Social Gastropub.